# Virus Cer1 de Caenorhabditis elegans
Espèce
Le virus Cer1 de Caenorhabditis elegans (CelCer1V ou Caenorhabditis elegans Cer1 virus, en anglais) est une espèce de virus à ARN de type rétrovirus. Ce virus infecte le ver rond et animal modèle Caenorhabditis elegans.
Il appartient au Groupe VI (Rétrovirus à ARN simple brin), de la classification de Baltimore.
L'élément Cer1 du virus est un rétrotransposon. Cet élément génétique jouerait un rôle dans la transmission d'une mémoire trans-générationnelle pour des préférences alimentaires.